# انتخابات در کانادا

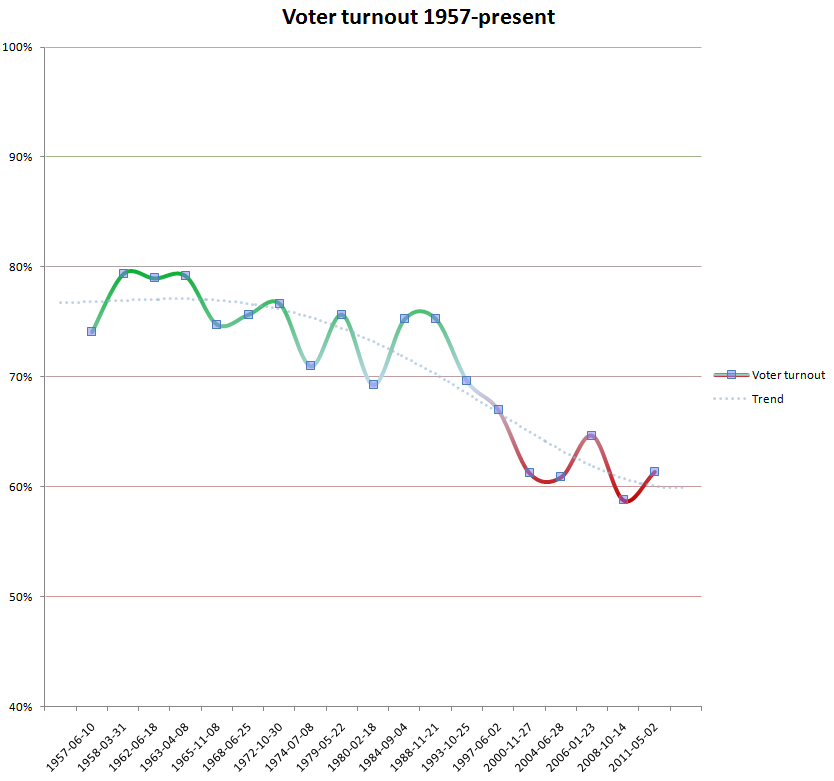
میزان مشارکت رای دهندگان در انتخابات در کانادا

انتخابات در کانادا (انگلیسی: Elections in Canada) کانادا برای مجلس قانونگذاری یا ایالتها در چند حوزه قضایی انتخابات برگزار می‌کند: شامل ملی (فدرال)، ولایتی و منطقه ای و شهرداری‌ها. برگزاری انتخابات برای منطقه‌های خود مختار و برای بسیاری از سازمان‌های دولتی و خصوصی از جمله شرکت‌ها و اتحادیه‌های کارگری برگزار می‌شود. انتخابات شهرداری‌ها همچنین می‌تواند برای هر دو بخش دولتی (شهرداری منطقه ای یا شهرستان) و شهرداری‌های پایین‌تر (شهر و شهر) برگزار شود. انتخابات رسمی در کانادا حداقل از ۱۹۷۲ برگزار می‌شود.